# Jean Duvet

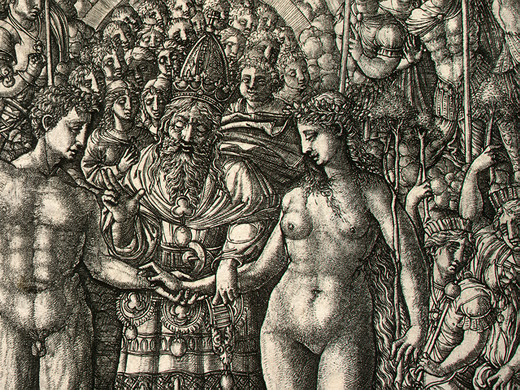
Jean Duvet: Die Vermählung von Adam und Eva durch den Ewigen Vater (Detail), Kupferstich, ca. 1540/1555

Jean Duvet (* 1485 vermutlich in Dijon; † nach 1562) war ein Goldschmied und Kupferstecher in der Renaissance im Burgund. Seine Kupferstiche gelten als eine der bedeutendsten Werkgruppen dieser Kunstform in dieser Periode in Frankreich, wo er zudem der erste namentlich bekannte Kupferstecher war.

## Meister mit dem Einhorn
Wegen einer bekannten Serie von sechs Kupferstichen mit Darstellungen eines Einhorns wird Duvet auch der Meister mit dem Einhorn (fr. "Maître à la Licorne") genannt. Vor allem im 18. und 19. Jahrhundert war dieser Notname in Gebrauch, da nur wenige Details des Lebens des Meisters bekannt sind.

## Kunststil

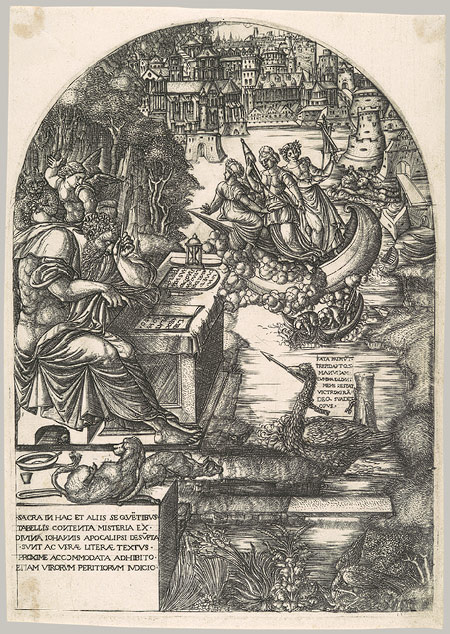
Jean Duvet: Die Apokalypse des Johannes (Titelblatt), Kupferstich, 1555

Die Kupferstiche Duvets zeichnen sich durch ihre detaillierte Linienführung aus. Man kann in seinem Werk – vor allem in der Apokalypse des Johannes Einflüsse von Dürer erkennen, auch nimmt man an, dass er mit Werken der italienischen Renaissance in Berührung kam. Jedoch entwickelt Duvet eine eigenständige Betrachtungsweise, gekennzeichnet durch die Fülle von Personen und Motiven, die er in einem Bild zusammenführt.

## Leben
Der genaue Verlauf des Lebens von Jean Duvet ist umstritten, als sein Geburtsort wird Dijon in der damaligen Grafschaft Burgund angenommen, wo er 1509 Meister in der Gilde wird. Er erhält Kommissionen für Werke auch zu öffentlichen Anlässen und seine Einhorn-Serie feiert das Königshaus. Er starb vermutlich in Langres, nach 1562.
Eventuell hielt er sich eine Zeit lang im kalvinistischen Genf auf, wobei es sich bei dem um 1540 dort genannten Jean Duvet auch um einen seiner Verwandten handeln kann.

## Werke
Die von Duvet bekannten und entweder durch Signatur oder Stil ihm zuzuschreibenden mehr als 70 Kupferstiche sind selten, auch da Duvet ihre Auflage limitierte.
- Der Triumph des Einhorn, Serie von sechs Stichen,
- Moses und die Patriarchen, ca. 1540–50
- Die Vermählung von Adam und Eva durch den Ewigen Vater, ca. 1540/1555
- Die Apokalypse des Johannes, Serie von 21 Stichen, 1555.

## Auktionen
- 1825 in Nürnberg: Ein Blatt zum XIII. Kapitel zur Offenbarung des St. Johannes.[3]